# Chronów (województwo małopolskie)

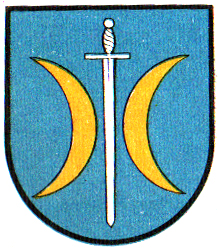
Nieoficjalny herb wsi Chronów

Chronów – wieś (dawniej miasto) w Polsce położona w województwie małopolskim, w powiecie bocheńskim, w gminie Nowy Wiśnicz.
| SIMC    | Nazwa          | Rodzaj    |
| ------- | -------------- | --------- |
| 0824445 | Chronów Dolny  | część wsi |
| 0824451 | Chronów Górny  | część wsi |
| 0824468 | Dębina         | część wsi |
| 0824474 | Florkówka      | część wsi |
| 0824480 | Godki          | część wsi |
| 0824497 | Grądy          | część wsi |
| 0824505 | Łopuszna Dolna | część wsi |
| 0824511 | Łopuszna Górna | część wsi |
| 0824528 | Podlesie       | część wsi |
| 0824534 | Stachoniówka   | część wsi |
| 0824540 | Stawy          | część wsi |
| 0824557 | Studzianki     | część wsi |
| 0824563 | Zagrody        | część wsi |

W latach 1954–1957 wieś należała i była siedzibą władz gromady Chronów, po jej zniesieniu w gromadzie Lipnica Murowana. W latach 1975–1998 miejscowość administracyjnie należała do województwa tarnowskiego.

## Położenie i krajobraz
Wieś położona jest w środkowo-wschodniej części Pogórza Wiśnickiego. W krajobrazie dominują niskie i łagodne wzgórza. Wyróżnia się wśród nich znajdująca się na granicy z wsią Borówna Kobyla Góra (364 m n.p.m.).
Wszystkie płynące przez wieś potoki spływają do Leksandrówki, będącej lewobrzeżnym dopływem Uszwicy (zlewnia Dunajca).

## Zarys historii
Pod koniec XVI w. mieszkało tu trzech ariańskich szlachciców. Jeden z nich, Sebastian Sieradzki, najechał i złupił dom oraz ogród plebański, a proboszcza Tomasza pobił. W 1562 roku założono zbór braci polskich. W roku 1585 wieś zakupił arianin Jan Przypkowski z Górnych Przytkowic, herbu Radwan.

## Zabytki
Obiekt wpisany do rejestru zabytków nieruchomych województwa małopolskiego.
- Kościół parafialny pw. Świętego Ducha, drewniany z 1685 roku, dzwonnica oraz kaplica grobowa A. Kozickiego.

Obiekt znajduje się na szlaku architektury drewnianej województwa małopolskiego.

## Przyroda
Brak przemysłu, głównie tradycyjne rolnictwo oraz walory krajobrazowe i przyrodnicze zadecydowały o włączeniu terenu wsi do Wiśnicko-Lipnickiego Parku Krajobrazowego. Na Kobylej Górze według podań znajdować się miała w zamierzchłej przeszłości pogańska świątynia Swaroga. Dużą atrakcją przyrodniczą wsi jest projektowany rezerwat przyrody Skałki Chronowskie – skałki wychodnie w szczytowych partiach Kobylej Góry.
W bliskiej okolicy znajdują się również inne obiekty chronionej przyrody: grupa oryginalnych dużych głazów Kamienie Brodzińskiego w Lipnicy Górnej i rezerwat przyrody Kamień Grzyb w Połomiu Dużym.